# Maksym Kornijenko
Maksym Petrovyč Kornijenko (in ucraino Максим Петрович Корнієнко?; Dnipropetrovs'k, 26 giugno 1987) è un cestista ucraino.

## Carriera
Con l'Ucraina ha disputato i Campionati mondiali del 2014 e tre edizioni dei Campionati europei (2013, 2015, 2017).

## Palmarès

### Squadra
- Campionato ucraino: 2

Chimik Južnyj: 2014-15
Dnipro: 2019-20
- Campionato bulgaro: 1

Academic Sofia: 2016-17

### Individuali
- Ukrajina Super-Liha MVP: 1

2022-23